# Campeonato Catarinense de Futebol Feminino Sub-17 de 2019
O Campeonato Catarinense Feminino Sub-17 de 2019 foi a primeira edição desta competição de futebol feminino organizada pela Federação Catarinense de Futebol.
Disputada por seis agremiações, a competição começou no dia 19 de setembro e foi finalizada em 13 de outubro. A Chapecoense venceu todos os jogos que disputou e conquistou o título. O pódio foi completado por Criciúma e Kindermann.

## Antecedentes
O Campeonato Catarinense Feminino Sub-17 já tinha sido anunciado no ano de 2015 como novidade no calendário, mas nunca foi concretizado. Quatro anos depois, a Federação Catarinense de Futebol confirmou a competição no calendário. O regulamento foi definido através do conselho técnico no dia 11 de julho.

## Participantes e regulamento
A primeira edição foi disputada por seis clubes, que foram:
- Clube Atlético Tubarão
- Associação Chapecoense de Futebol
- Concórdia Atlético Clube
- Criciúma Esporte Clube
- Sociedade Esportiva Kindermann
- Clube Náutico Marcílio Dias

O regulamento, por sua vez, dividiu as agremiações em dois grupos, nos quais os integrantes enfrentaram os rivais do próprio grupo em turno único. Mais tarde, os participantes disputaram jogos contra os adversários do outro grupo. No término do campeonato, somou-se a pontuação conquistada pelas agremiações nas duas fases.

## Resumo
O campeonato iniciou em 19 de setembro. Na primeira fase, os jogos foram realizados no dia 19, 20 e 22 de setembro. A segunda fase, por sua vez, foi realizada nos dias 11, 12 e 13 de outubro nas sedes Camboriú e Itajaí. A Chapecoense continuou com o bom desempenho e venceu as três partidas que disputou, incluindo um triunfo sobre o Criciúma. O clube de Chapecó encerrou o campeonato com uma campanha invicta de cinco vitórias nos cinco jogos e conquistou o título da primeira edição do estadual sub-17. A classificação final foi completada por Criciúma, Concórdia, Kindermann, Marcílio Dias e Tubarão.

## Resultados

### Classificação geral
- Fonte: Federação Catarinense de Futebol

### Jogos

#### Primeira fase
| 20 de setembro | Criciúma                                                | 5 – 0  | Tubarão | CT Criciúma, Criciúma                |
| 15:00          | Tainá 14', 26' · Jaqueline 24' · Camila 48' · Tayla 50' | Súmula |         | Árbitro: Luiz Augusto Silveira Tisne |

| 20 de setembro | Chapecoense                                                              | 6 – 0  | Concórdia | Domingos Machado de Lima, Concórdia |
| 15:00          | Natalie 1' · Giovana 2' · Emanuela 24' · Caroline 51' · Brendha 52', 67' | Súmula |           | Árbitro: Dioneglei da Silva Vianna  |

| 21 de setembro | Marcílio Dias | 0 – 6  | Criciúma                                                                           | CT Criciúma, Criciúma             |
| 15:00          |               | Súmula | Manuela 11' · Tainá 42' · Stefanie 45' · Jaqueline 60' · Tayla 64' · Ana Clara 71' | Árbitro: William Martins Custodio |

| 21 de setembro | Kindermann | 0 – 2  | Chapecoense             | Domingos Machado de Lima, Concórdia |
| 16:15          |            | Súmula | Giovana 38' · Júlia 40' | Árbitro: Leonardo Victor Gassen     |

| 22 de setembro | Tubarão | 0 – 3  | Marcílio Dias                | CT Criciúma, Criciúma      |
| 15:00          |         | Súmula | Sheila 40', 59' · Maiara 48' | Árbitro: Jaqueline Blasius |

| 22 de setembro | Concórdia | 0 – 0  | Kindermann | Domingos Machado de Lima, Concórdia |
| 15:00          |           | Súmula |            | Árbitro: Ariel ângelo Rizzo Stedile |

#### Fase final
| 11 de outubro | Criciúma | 0 – 4  | Chapecoense                                    | Estádio Augusto Bráulio Werner, Itajaí |
| 13:00         |          | Súmula | Brendha 13' · Patrícia 25' · Emanuela 63', 70' | Árbitro: Igor da Silva Albuquerque     |

| 11 de outubro | Tubarão     | 1 – 4  | Kindermann                         | Estádio Augusto Bráulio Werner, Itajaí |
| 15:00         | Beatriz 66' | Súmula | Hydren 28', 42' · Tatiane 33', 34' | Árbitro: Glauber Rodrigues             |

| 11 de outubro | Marcílio Dias | 0 – 4  | Concórdia                     | Estádio Augusto Bráulio Werner, Itajaí |
| 17:00         |               | Súmula | Júlia 1', 2', 45' · Karen 60' | Árbitro: Marcelo Padilha da Rocha      |

| 12 de outubro | Kindermann  | 1 – 3  | Criciúma                               | Estádio Roberto Santos Garcia, Camboriú |
| 13:00         | Chaiane 24' | Súmula | Tayla 29' · Bianca 36' · Ana Clara 56' | Árbitro: Edson da Silva                 |

| 12 de outubro | Concórdia               | 2 – 1  | Tubarão  | Estádio Roberto Santos Garcia, Camboriú |
| 15:00         | Sabrina 39' · Júlia 50' | Súmula | Luana 5' | Árbitro: Audiliam Richard Sagaz         |

| 12 de outubro | Chapecoense                                                      | 5 – 0  | Marcílio Dias | Estádio Roberto Santos Garcia, Camboriú |
| 17:00         | Patrícia 5' · Emanuela 36' · Laís 38' · Brendha 46' · Brenda 60' | Súmula |               | Árbitro: Daniel Boris da Silva          |

| 13 de outubro | Criciúma                | 2 – 0  | Concórdia | Estádio Roberto Santos Garcia, Camboriú |
| 13:00         | Tayla 28' · Chaiane 42' | Súmula |           | Árbitro: Rivaldo Silva de Souza         |

| 13 de outubro | Tubarão | 0 – 5  | Chapecoense                                        | Estádio Roberto Santos Garcia, Camboriú |
| 15:00         |         | Súmula | Brendha 5', 10', 12' · Natalie 30' · Stephanie 64' | Árbitro: Glauber Rodrigues              |

| 13 de outubro | Marcílio Dias | 0 – 3  | Kindermann                        | Estádio Roberto Santos Garcia, Camboriú |
| 17:00         |               | Súmula | Chaiane 10' · Wanna 16' · Ana 61' | Árbitro: Charly Deretti                 |